# ГЕС Агва-Пр'єта
ГЕС Agua Prieta (Valentín Gómez Farías) — гідроелектростанція у мексиканському штаті Халіско. Використовує ресурс із сточища San Juan de Dios (ліва притока річки Grande de Santiago, яка дренує найбільше прісноводне озеро країни Чапала і тече до Тихого океану) та системи очистки стічних вод міста Гвадалахара.
Одне з найбільших міст Мексики Гвадалахара лежить на плато, котре здіймається на кілька сотень метрів над долиною Grande de Santiago. При цьому воно продукує велику кількість забруднених стічних вод, котрі раніше просто скидались до зазначеної річки. Проект Agua Prieta мав на меті отримання вигоди від виробництва електроенергії з прицілом на наступне залучення до роботи стічних вод.
Спорудження гідрокомплексу реалізували двома етапами. На першому San Juan de Dios та її ліву притоку Atemajac в межах Гвадалахари перекрили бетонними водозабірними греблями. Захоплені із першої 8,8 м3/сек по тунелю з перетином 3х3 метра та довжиною менше ніж сотня метрів транспортуються до Atemajac, котра додає ще 11,4 м3/сек. Далі об'єднаний ресурс прямує по тунелю довжиною 6 км з діаметром 5 метрів, який включає два сифони з діаметром 3,8 метра та довжиною 1 км і 0,56 км. У підсумку вода надходить до верхнього балансувального резервуару El Tanque Regulador, штучно створеного на висотах лівобережжя Grande de Santiago за допомогою кільцевої дамби. Він має об'єм 1,45 млн м3 (корисний об'єм 1,29 млн м3) та припустиме коливання рівня поверхні між позначками 1458 та 1470 метрів НРМ.
Зі сховища починається напірний тунель довжиною 0,5 км з діаметром 5 метрів. Він переходить у напірний водовід довжиною 0,9 км зі спадаючим діаметром від 3,8 до 3,2 метра, за яким розташований ще один тунель довжиною 0,2 км з діаметром 3 метра. Зведений на лівому березі Grande de Santiago машинний зал обладнали двома турбінами типу Пелтон потужністю по 120 МВт, які працюють при чистому напорі у 510 метрів та забезпечують виробництво 462 млн кВт-год електроенергії на рік.
На другому етапі проекту уздовж верхнього краю плато, на якому лежить Гвадалахара, проклали тунель завдовжки понад 10 км. Він повинен захоплювати забруднені стічні води агломерації та транспортувати їх до очисного заводу, розташованого біля балансувального резервуару El Tanque Regulador.
Видача продукції відбувається по ЛЕП, розрахованій на роботу під напругою 230 кВ.